# Club Deportivo Iván Mayo
El Club Deportivo Iván Mayo es un club de fútbol de Chile, con sede en la ciudad de Villa Alemana, Región de Valparaíso. Fue fundado el 16 de marzo de 1938 y juega en su asociación local de fútbol, la Asociación Unión Peñablanca.

## Historia

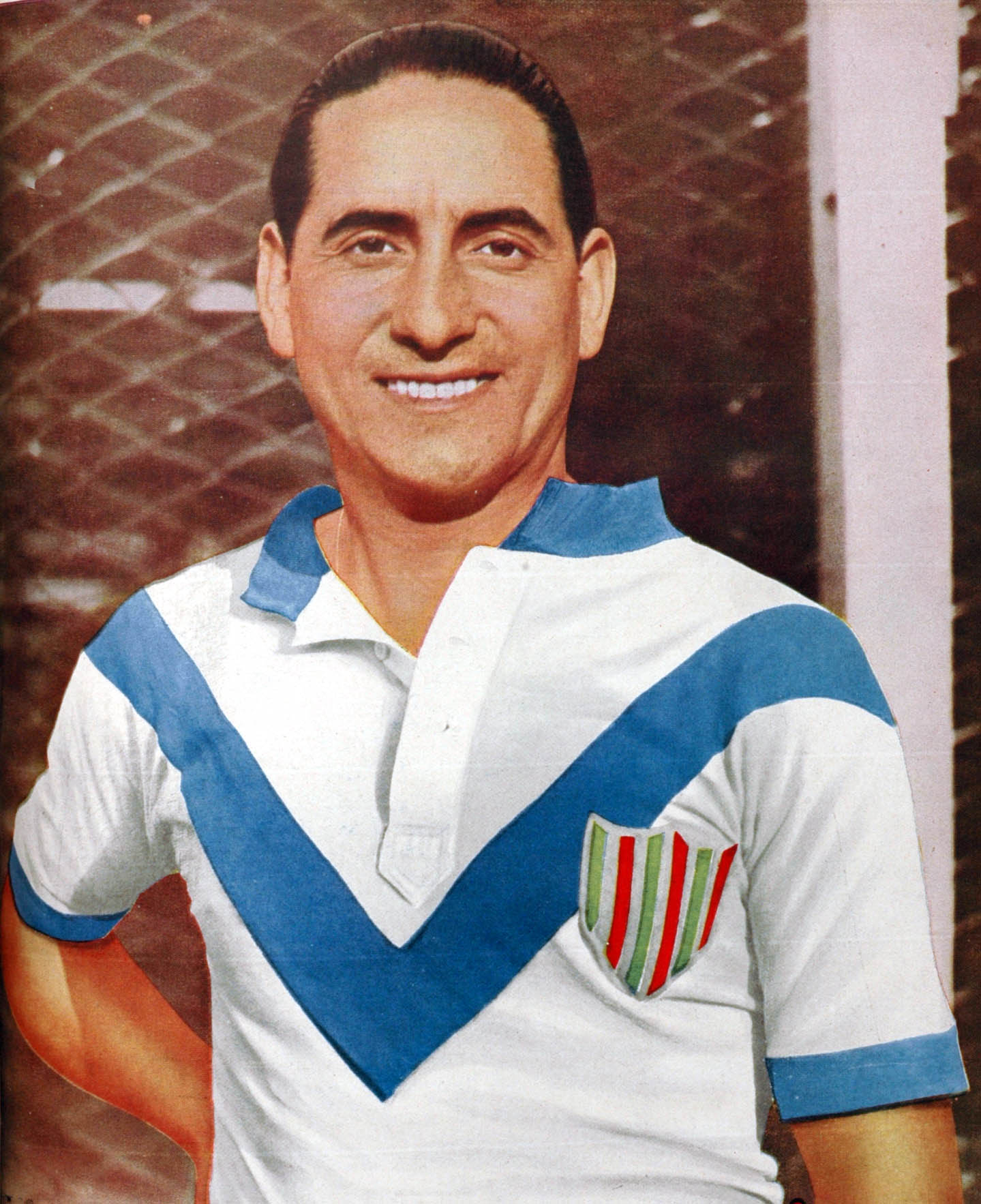
Iván Mayo, en cuyo honor el club fue bautizado con su nombre.

Fue fundado el 16 de marzo de 1938, y lleva el nombre de Iván Mayo, futbolista chileno oriundo de Quillota, que destacó entre las décadas de 1920 y de 1930 en clubes como San Luis, Colo-Colo, y Vélez Sarsfield de Argentina. En 1945 ingresó a la Asociación Quilpué, y en 1948 fue uno de los fundadores de la Asociación Villa Alemana, en donde consiguió diversos títulos.
Iván Mayo militó en la Tercera División entre los años 1981 a 1983, siendo subcampeón del torneo de este último año, por lo que obtuvo su ascenso a la Segunda División 1984. Pero en esa temporada los mayinos fueron uno de los tres equipos que perdieron la categoría, por lo que rápidamente debieron volver al fútbol amateur.
En el campeonato de Tercera División 1986 volvió a obtener el subcampeonato, tras General Velásquez, y nuevamente lograron el ascenso a la segunda categoría, pero de nuevo duraron un año en la división, en un torneo que contó con 28 equipos y culminó con el descenso de cinco, entre ellos el club villalemanino. Luego de irregulares años en la tercera categoría, en 1996 la dirigencia del club decidió desafiliarse de la competencia al cabo del torneo.
En 2019 el club participa en su asociación local de fútbol, la Asociación Unión Peñablanca de Villa Alemana, pero con la intención de participar en la Tercera B el año 2019.

## Datos del club
- Temporadas en Segunda División: 2 (1984, 1987)
- Temporadas en Tercera División: 14 (1981-1983, 1985-1986, 1988-1996)

## Palmarés

### Torneos locales
- Asociación Villa Alemana (4): 1965, 1971, 1975, 1976.[1]

### Torneos nacionales
- Subcampeón de la Tercera División de Chile (2): 1983, 1986.